# Хаптагай (село)
Хаптага́й (якут. Хаптаҕай) — село в Мегино-Кангаласском улусе Республики Саха (Якутия). Административный центр единственный населённый пункт Хаптагайского наслега.

## Этимология
Хаптагай в переводе с якутского языка означает плоский.

## География
Село находится вблизи Хаптагайской протоки в правобережье Лены, между реками Мыла и Тамма, на расстоянии 20 км к югу от посёлка городского типа Нижний Бестях, административного центра улуса.

## История
В 1735—1756 годах недалеко от Хаптагая действовал старейший в Якутии Тамгинский железоделательный завод.

## Население
| 1000 |

| 2002  | 2010  | 2012  | 2013  | 2014  | 2015 | 2016  |
| ----- | ----- | ----- | ----- | ----- | ---- | ----- |
| 1014  | ↘1004 | →1004 | ↘999  | ↘996  | ↗999 | ↗1010 |
| 2017  | 2018  | 2019  | 2020  | 2021  |      |       |
| ↗1023 | ↗1034 | ↘1031 | ↗1050 | ↘1047 |      |       |

## Улицы
| - ул. Д.И. Архипова, - мкр. Кестуур, - ул. Кеши Алексеева, - ул. Лесная, - ул. Мира, | - ул. Молодёжная, - ул. Нагорная, - ул. Назарова, - ул. Огдоронская, - ул. Огородная, | - ул. Пионерская, - ул. Пришкольная, - ул. Самсонова - ул. Советская, - ул. Совхозная, | - ул. Тепличная, - мкр. Титтях, - ул. Титтяхская, - ул. Школьная, - мкр. Эляковка. |

## Экономика
Один из сельскохозяйственных центров республики. В селе расположено отделение коллективного предприятия «Төрүт», основные производства — мясо-молочное скотоводство, мясное табунное коневодство.

## Инфраструктура
В селе функционируют дом культуры, средняя общеобразовательная школа, учреждения здравоохранения и торговли.

## Транспорт
Рядом с селом проходит автодорога «Колыма».

## Известные уроженцы
- Григорьева, Люлия Николаевна (род. 1941) — советский государственный и партийный деятель.
- Самсонов, Александр Парфеньевич (1935—2024) — советский и российский оперный певец. Заслуженный артист Российской Федерации.